# Teno (kommun)
Teno är en kommun i Chile.   Den ligger i provinsen Provincia de Curicó och regionen Región del Maule, i den södra delen av landet, 160 km söder om huvudstaden Santiago de Chile.
I omgivningarna runt Teno växer i huvudsak städsegrön lövskog. Runt Teno är det ganska glesbefolkat, med 28 invånare per kvadratkilometer.